# Paul Klemann
Paulus Adrianus Maria (Paul) Klemann (Utrecht, 23 februari 1960) is een Nederlandse tekenaar, schilder en fotograaf.
Klemann volgde tussen 1980 en 1984 een opleiding in Den Bosch aan de Koninklijke Academie voor Kunst en Vormgeving. In 1993 kreeg hij bekendheid toen hij de eerste prijs won in de Prix de Rome met een serie tekeningen. Sindsdien volgden onder meer tal van tentoonstellingen en opname in diverse museumcollecties waaronder die van het Centraal Museum in Utrecht.
Klemann tekent veelvuldig met potlood waarbij hij in een surrealistische stijl zijn dromen als inspiratiebron gebruikt.
Sinds 2006 woont en werkt hij in Tiel.